# Targum
Targum (aram./hebr. תרגום , "oversættelse"; plur. targumim) er
betegnelse for den gengivelse af den jødiske bibel (Tanakh)
på aramaisk, som blev nødvendig, da dette sprog hos de palæstinensiske
jøder i de nærmeste århundreder før Kristus
havde fortrængt det gamle hebraiske
modersmål.
Ved gudstjenesterne i synagogen havde
man på det Ny Testamentes tid tolke, som frit
oversatte den oplæste hebraiske bibeltekst på
folkesproget, og i begyndelsen var det
overhovedet ikke tilladt her at benytte skriftligt
fikserede oversættelser; men senere fik
sådanne dog indpas, og de er sikkert også blevet
anvendte uden for synagogetjenesten. De fleste
af de bevarede targumim er meget frie oversættelser;
ofte har de mere karakteren af parafrase og
belyser den bibelske tekst ved indflettede
småtræk og fortællinger.
Temmelig ordret er dog
Onkelos' Targum til Mosebøgerne, som er en af de
ældste og mest betydningsfulde. Onkelos
omtales snart som en discipel af Gamaliel,
hvorefter hans virksomhed ville falde allerede i
1. århundrede e.Kr., snart som en
samtidig af rabbinere fra 2. århundrede; men
muligvis beror navnet på en forveksling med
Aquilas, som oversatte Det Gamle
Testamente til græsk. Tidspunktet for denne targums
affattelse bliver da usikkert, og adskillige
forskere antager — på grund af det østaramaisk
påvirkede sprog — at oversættelsen er
fremkommet i Palæstina i 2. århundrede, men
endelig redigeret i Babylonien i 3., 4. eller 5.
århundrede.
Til den anden gruppe af skrifter
inden for den jødiske kanon, "Profeterne",
eksisterer en targum, der bærer
navn efter Jonathan ben Uzziel, som skal have
været en discipel af Hillel; men den er
rimeligvis omtrent samtidig med Onkelos' og
har som denne fået sin endelige redaktion i
Babylonien. Foruden disse to eksisterer der en
fuldstændig og en fragmentarisk palæstinensisk
targum til Loven, ligeledes nogle få brudstykker af
en palæstinensisk profettargum samt endelig
forskellige sene targumim til hagiograferne, de poetiske bøger.